# نرولی فرهال
نرولی فرهال (به انگلیسی: Neroli Fairhall) (۲۶ اوت ۱۹۴۴ – ۱۱ ژوئن ۲۰۰۶) کماندار زن اهل نیوزیلند بود. وی اولین معلول پاراپلژی بود که در بازی‌های المپیک شرکت کرده.